# تي إن إيه: لا يوجد مكان مثل المنزل
تي إن إيه: لا يوجد مكان مثل المنزل كان حدثًا لمصارعة المحترفين من نوع الدفع مقابل المشاهدة وقد كان ستنتجه منظمة إمباكت ريسلينغ. كان من المقرر عقده خلال مؤتمر ريسلكون في 3 أبريل 2020 في فندق ريتز يبور بتامبا في فلوريدا وبثه مباشرةً على فايت تي في.

## مفهوم الحدث
مفهوم هذا الحدث هو استذكار سنوات إمباكت ريسلينغ السابقة مثل تحت اسم إن دبليو إيه: توتال نونستوب أكشن (إن دبليو إيه-تي إن إيه)، من 2002 إلى 2004، وتوتال نونستوب أكشن ريسلينغ (تي إن إيه)، من 2004 إلى 2017. يعتمد شعار الفعالية على شعار إن دبليو إيه-تي إن إيه الأصلي للحملة الترويجية.
كان من المقرر أن يقوم دل براون والسيد أندرسون بتمثيل مجموعة ذا آيسيس آند 8 في هذا الحدث. كما تم الإعلان عن مشاركة بطل إكس ديفيجن لثماني مرات كريس سابين. لقد ظهر أسطورة تي إن إيه شارك بوي في المواد الترويجية لهذا الحدث.

## المباريات المعلنة وقت الإلغاء
| رقم                                                 | Matches               | الشروط             |
| --------------------------------------------------- | --------------------- | ------------------ |
| 1                                                   | المشاركون غير معروفون | مباراة ألتيميت إكس |
| 2                                                   | المشاركون غير معروفون | مباراة ملك الجبل   |
| - (c) – تشير إلى البطل (الأبطال) عند بداية المباراة |                       |                    |

## روابط خارجية
- Impactwrestling.com